# Crackers International
Crackers International es el primer EP del dueto inglés de synth pop Erasure, publicado en 1988.

Este lanzamiento se destacó porque se dio a conocer en el mismo año que el álbum The Innocents, pero con cuatro temas inéditos. Tuvo un destacado éxito, alcanzando el segundo puesto en el ranking británico, el 18 en Alemania, 73 en los EE. UU. y número 1 en la Argentina. Buena parte de su éxito se debió al tema "Stop!", el cual tuvo además su propio video promocional, haciéndolo prácticamente un minidisco de Erasure. En América se publicó hasta 1989.
Además del mencionado "Stop!", también cuenta con "Knocking on Your Door" un favorito de las presentaciones en vivo. Andy Bell contó que Vince Clarke se embarcó en un crucero y al volver le dijo que tenía dos canciones que resultaron ser estas.
Crackers International es el primer lanzamiento en formato EP de Erasure, modalidad en la cual han recargado parte de su trayectoria, con otros cuatro EP y seis sencillos también en este formato.

## Lista de temas
| Compact Disc (CDMUTE93) / (INT 826.901) 1. Stop! (Cold Ending) 3:03 2. The Hardest Part (12″ Mix) 5:07 3. Knocking On Your Door (12″ Mix) 3:59 4. She Won't Be Home 3:28 Compact Disc (Sire-25904-2) 1. Stop! (Fade Ending) 2:55 2. The Hardest Part 3:40 3. Stop! (12″ Remix) 5:47 4. Knocking On Your Door 2:57 5. She Won't Be Home 3:28 6. Knocking On Your Door (12″ Remix) 6:07 12″ Vinilo (12MUTE93) / (INT 126.901) 1. Stop! (Cold Ending) 3:03 2. The Hardest Part (12″ Mix) 5:07 3. Knocking On Your Door (12″ Mix) 3:59 4. She Won't Be Home 3:28 12″ Vinilo (Sire-25904-1) 1. Stop! (Fade Ending) 2:55 2. The Hardest Part 3:40 3. Stop! (12″ Remix) 5:47 4. Knocking On Your Door 2:57 5. She Won't Be Home 3:28 6. Knocking On Your Door (12″ Remix) 6:07 7″ Vinilo (MUTE93) / (INT 111.870) 1. Stop! (Fade Ending) 2:55 2. Knocking On Your Door 2:57 7″ Vinilo (EMUTE93) / (INT 111.871) 1. Stop! (Fade Ending) 2:55 2. The Hardest Part 3:40 3. Knocking On Your Door 2:57 4. She Won't Be Home 3:28 7″ Vinilo (Sire-22879-7) 1. Stop! (7-inch Version) 2:55 2. Ship Of Fools (LP Version) 4:01 Casete (Sire-22879-4) 1. Stop! (7-inch Version) 2:55 2. Ship Of Fools (LP Version) 4:01 Casete (Sire-25904-4) 1. Stop! (Fade Ending) 2:55 2. The Hardest Part 3:40 3. Stop! (12″ Remix) 5:47 4. Knocking On Your Door 2:57 5. She Won't Be Home 3:28 6. Knocking On Your Door (12″ Remix) 6:07 |

## Crackers International part II

### Lista de temas
| Compact Disc (LCDMUTE93) / (INT 826.902) 1. Stop! (12″ Remix) 5:47 2. Knocking On Your Door (12″ Remix) 6:07 3. God Rest Ye Merry Gentlemen 3:12 Compact Disc (LCDMUTE93-Mis-pressing) 1. Stop! (Cold Ending) 3:03 2. Knocking On Your Door 2:57 3. God Rest Ye Merry Gentlemen 3:12 12″ Vinilo (L12MUTE93) / (INT 126.902) 1. Stop! (12″ Remix) 5:47 2. Knocking On Your Door (12″ Remix) 6:07 3. God Rest Ye Merry Gentlemen 3:12 |

## Créditos
Todos los temas fueron compuestos por Vince Clarke y Andy Bell, excepto God Rest Ye Merry, Gentlemen, tema tradicional navideño.

- Producción: Erasure
- Ingeniero: Alan Moulder
- Asistente de ingeniería: Jock Loveband
- Asistente de ingeniería: Cameron Jenkins
- Mezcla: Phil Legg
- Diseño: Me Company
- Imagen de tapa: James Marsh
- Remezclas: Mark Saunders

## Video
El video musical de Stop!, dirigido por Peter Christopherson, muestra a Andy Bell cantando y a Vince Clarke manejando una consola en un escenario repleto de señales de tránsito.

## Datos adicionales
La edición de este EP hizo que no se editara un cuarto sencillo del álbum The Innocents. Debido al éxito, Erasure publicó en la Navidad de ese año ediciones limitadas con la inclusión del tema navideño God Rest Ye Merry, Gentlemen.

En 2013, Erasure realizó dos reversiones, una de She Won't Be Home y otra de God Rest Ye Merry, Gentlemen, que fueron incluidas en el CD extra de la edición de lujo de Snow Globe.

## Otras versiones
El grupo sueco Bjorn Again, banda tributo a ABBA, hizo una versión de Stop! con el estilo del grupo sueco en 1992 para su sencillo Erasure-ish.

La también banda sueca Webstrarna hizo en 1992 una versión de Stop! en su EP tributo Erasure-Esque.